# لویی جان هورویتز
لویی جان هورویتز (انگلیسی: Louis J. Horvitz؛ زادهٔ ۱ دسامبر ۱۹۴۶) کارگردان فیلم، تهیه‌کننده فیلم و تهیه‌کننده تلویزیونی اهل ایالات متحده آمریکا است. وی همچنین برندهٔ جوایزی همچون جوایز امی ساعات پربیننده شده‌است.